# Спарта (футбольный клуб, Роттердам)
«Спарта» Роттердам (нидерл. Sparta Rotterdam) — нидерландский футбольный клуб из города Роттердам. Основан 1 апреля 1888 года. Является старейшей футбольной командой страны. Шестикратный чемпион Нидерландов и трёхкратный обладатель Кубка Нидерландов.
В сезоне 2024/25 клуб занял 12-е место в Эредивизи — Высшем дивизионе Нидерландов.
Главный тренер команды — Морис Стейн.

## История
Впервые команда была основана ещё в 1887 году, но вскоре клуб был быстро расформирован. Лишь 1 апреля 1888 года несколько предыдущих основателей старой «Спарты» решили основать крикетный клуб под названием «Спарта». Спустя два месяца, в июле 1888 года была создана футбольная команда «Спарта».
В 1890 году «Спарта» провела свой первый официальный футбольный матч, а в 1892 году было решено окончательно распустить крикетный клуб «Спарта». В Высшую футбольную лигу Нидерландов «Спарта» попала 23 апреля 1893 года, в том же году клуб провёл свой первый международный матч. В 1897 году клуб самовольно покинул чемпионат, причиной стало сомнительное судейство во многих матчах против «Спарты», однако, клуб продолжил своё существование. В 1899 году руководство «Спарты» побывало на матче английского клуба «Сандерленд», чья красно-белая форма очень приглянулась руководству «Спарты». Под впечатлением было решено использовать клубные цвета «Сандерленда» в «Спарте». Красно-белые майки и чёрные трусы используются и по сей день.
До сезона 2002/03 «Спарта» всегда выступала в Высшем дивизионе Нидерландов, но в 2002 году команда вылетела в Первый дивизион. В сезоне 2005/06 клуб вновь вернулся в сильнейший дивизион страны, а спустя три сезона, команда вновь вылетела в Первый дивизион. Очередное возвращение в высший дивизион случилось по итогам сезона 2015/16.

## Достижения
Чемпионат Нидерландов
- Чемпион (6): 1908/09, 1910/11, 1911/12, 1912/13, 1914/15, 1958/59
- Бронзовый призёр (2): 1962/63, 1966/67

Кубок Нидерландов
- Обладатель (3): 1958, 1962, 1966

## Основной состав

### Команда
| №  |                  | Поз. | Имя                | Год рождения |
| -- | ---------------- | ---- | ------------------ | ------------ |
| 1  | Флаг Нидерландов | Вр   | Джоэл Дроммел      | 1996         |
| 2  | Флаг Комор       | Защ  | Саид Бакари        | 1994         |
| 3  | Флаг Нидерландов | Защ  | Марвин Янг         | 2005         |
| 4  | Флаг Нидерландов | Защ  | Бруну Мартинс Инди | 1992         |
| 5  | Флаг Нидерландов | Защ  | Патрик ван Анхолт  | 1990         |
| 6  | Флаг Норвегии    | ПЗ   | Джошуа Китолано    | 2001         |
| 7  | Флаг Туниса      | Нап  | Сайфулла Лтайеф    | 2000         |
| 8  | Флаг Нидерландов | ПЗ   | Пелле Клемент      | 1996         |
| 9  | Флаг Норвегии    | Нап  | Тобиас Лауритсен   | 1997         |
| 10 | Флаг Нидерландов | ПЗ   | Йенс Торнстра      | 1989         |
| 11 | Флаг Японии      | ПЗ   | Сюнсукэ Мито       | 2002         |
| 12 | Флаг Нидерландов | Защ  | Макс де Лигт       | 2004         |
| 13 | Флаг Венесуэлы   | ПЗ   | Тео Кинтеро        | 1999         |

| №  |                  | Поз. | Имя                   | Год рождения |
| -- | ---------------- | ---- | --------------------- | ------------ |
| 14 | Флаг Нидерландов | Защ  | Тейс Велтхёйс         | 2002         |
| 15 | Флаг Нидерландов | Защ  | Джаннино Вианелло     | 2007         |
| 16 | Флаг Нидерландов | ПЗ   | Юлиан Бас             | 2002         |
| 17 | Флаг Нидерландов | Нап  | Аюб Уфкир             | 2006         |
| 18 | Флаг Нидерландов | ПЗ   | Айони Сантуш          | 2005         |
| 19 | Флаг Исландии    | Нап  | Нёккви Тейр Тоуриссон | 1999         |
| 20 | Флаг Польши      | Вр   | Филип Беднарек        | 1992         |
| 30 | Флаг Нидерландов | Вр   | Паскал Кёйпер         | 2004         |
|    | Флаг Нидерландов | Защ  | Шуранди Самбо         | 2001         |
|    | Флаг Нидерландов | ПЗ   | Майк Клейн            | 2005         |
|    | Флаг Нидерландов | ПЗ   | Ланс Дёйвестейн       | 1999         |
|    | Флаг Нидерландов | ПЗ   | Джонатан де Гузман    | 1987         |
|    | Флаг Нидерландов | Нап  | Митчелл ван Берген    | 1999         |

### Тренерский штаб
| Должность        | Имя          |
| ---------------- | ------------ |
| Главный тренер   | Морис Стейн  |
| Тренер-ассистент | Джей Дриссен |
| Тренер вратарей  | Макс де Йонг |

## Трансферы сезона 2025/26

### Пришли
| Поз. | Игрок                  | Прежний клуб          | Стоимость/статус трансфера |
| ---- | ---------------------- | --------------------- | -------------------------- |
| Вр   | Филип Беднарек         | Лех                   | Свободный агент            |
| Вр   | Джоэл Дроммел          | ПСВ                   | Арендован до 30 июня 2026  |
| Вр   | Паскал Кёйпер          | Эксельсиор            |                            |
| Защ  | Тейс Велтхёйс          | Сассуоло              | Окончание аренды           |
| Защ  | Джевенсио ван дер Кюст | Беерсхот              | Окончание аренды           |
| Защ  | Бруну Мартинс Инди     | АЗ                    | Свободный агент            |
| Защ  | Шуранди Самбо          | Бернли                | Арендован до 30 июня 2026  |
| ПЗ   | Юлиан Бас              | Айнтрахт (Брауншвейг) | Окончание аренды           |
| ПЗ   | Йенс Торнстра          | Утрехт                | Свободный агент            |
| ПЗ   | Ланс Дёйвестейн        | Эксельсиор            | 600 тыс. евро              |
| Нап  | Нёккви Тейр Тоуриссон  | Сент-Луис Сити        |                            |
| Нап  | Сайфулла Лтайеф        | Твенте                | Арендован до 30 июня 2026  |
| Нап  | Митчелл ван Берген     | Твенте                | 500 тыс. евро              |

### Ушли
| Поз. | Игрок                  | Новый/прежний клуб | Стоимость/статус трансфера |
| ---- | ---------------------- | ------------------ | -------------------------- |
| Вр   | Юри Схондервалдт       | ВВВ-Венло          | Арендован до 30 июня 2026  |
| Вр   | Ник Олей               | ПСВ                | 3 млн евро                 |
| Вр   | Кайлен Райтмайер       |                    | Свободный агент            |
| Защ  | Майк Эрдхёйзен         | Утрехт             | 1,3 млн евро               |
| Защ  | Бойд Рейт              | Алмере Сити        | Арендован до 30 июня 2026  |
| Защ  | Джевенсио ван дер Кюст | Хераклес           |                            |
| Защ  | Рик Мейссен            | Эксельсиор         |                            |
| ПЗ   | Карел Эйтинг           | Твенте             | Окончание аренды           |
| ПЗ   | Кристиан Хлинссон      | Аякс               | Окончание аренды           |
| ПЗ   | Дживай Зехиэл          | Фейеноорд          | Окончание аренды           |
| ПЗ   | Хамза Эль-Дахри        | Алмере Сити        |                            |
| ПЗ   | Мохаммед Нассох        | НАК Бреда          | 400 тыс. евро              |
| Нап  | Нёккви Тейр Тоуриссон  | Сент-Луис Сити     | Окончание аренды           |
| Нап  | Митчелл ван Берген     | Твенте             | Окончание аренды           |
| Нап  | Джоэл Идехо            | Волендам           | Арендован до 30 июня 2026  |